# Footsteps (canción)
«Footsteps» es una de las primeras canciones del grupo de rock Pearl Jam. Apareció originalmente como lado B del sencillo «Jeremy». La canción forma parte de las maquetas de The Gossman Project y fue grabada también, bajo el título de "Times of Trouble" en el álbum "Temple of the Dog". El guitarrista Stone Gossard está acreditado en ambas versiones con la música, mientras que en la letra, es Chris Cornell quien compone la versión para Temple Of The Dog y Eddie Vedder la versión para Pearl Jam.
La versión de "Footsteps" que aparece en el sencillo Jeremy fue grabada en vivo durante una aparición en Rockline, el 11 de mayo de 1992. También sería incluida en la colección de lados B y rarezas de Pearl Jam, Lost Dogs. En esta versión se le agregó una parte de armónica a la versión original.

## Significado de la letra
La canción es el capítulo final de la famosa Trilogía Mamasan, y narra esa historia desde el punto de vista de su protagonista, el cual era un asesino serial y que se encuentra en ese momento encarcelado y a punto de cumplir una sentencia de muerte.